# Juris Solovjovs
Juris Solovjovs, conosciuto anche come Juris Silarājs (Riga, 21 marzo 1917 – Riga, 27 dicembre 2007), è stato un cestista lettone.

## Carriera

### Pallacanestro
Con la Lettonia ha disputato i Campionati europei del 1939, vincendo la medaglia d'argento.